# 沃尔沙农村居民点
沃尔沙农村居民点（俄语：Воршинское сельское поселение）是俄罗斯联邦弗拉基米尔州索宾卡区所属的一个农村居民点。其下辖有21个居民点，行政中心为沃尔沙。据2016年统计，该农村居民点的人口为2644人。